# Piero Martinetti
(Cesare Goretti)
Piero Martinetti (Pont Canavese, 21 agosto 1872 – Cuorgnè, 23 marzo 1943) è stato un filosofo e storico della filosofia italiano.
Fu professore di filosofia, in particolare filosofia teoretica e morale; si distinse per essere stato uno dei pochi docenti universitari, nonché l'unico filosofo universitario italiano, che rifiutò di prestare il giuramento di fedeltà al Fascismo..

## Biografia

### Famiglia
Pier Federico Giuseppe Celestino Mario Martinetti fu il primo dei quattro figli (tre maschi e una femmina, senza contare una bambina che morì piccolissima) dell'avvocato Francesco Martinetti (1846-1921) e di Rosalia Bertogliatti (1846-1927).

### Studi
Dopo aver frequentato il Liceo classico Carlo Botta di Ivrea, si iscrisse all'Università degli Studi di Torino, dove ebbe come insegnanti Giuseppe Allievo, Romualdo Bobba, Pasquale D'Ercole, Giovanni Flechia e Arturo Graf. Si laureò in filosofia nel 1893 all'età di 21 anni, con una tesi su "Il Sistema Sāṃkhya Studio sulla filosofia indiana" discussa con Pasquale D'Ercole, docente di filosofia teoretica. La tesi viene pubblicata a Torino da Lattes nel 1896 e, grazie all'interessamento di Giuseppe Allievo, risultò vincitrice del Premio Gautieri.
Dopo la laurea Martinetti si recò, per due semestri, presso l'Università di Lipsia, dove poté venire a conoscenza del fondamentale studio di Richard Garbe sulla filosofia Sāṃkhya da poco pubblicato. Si può dunque "ipotizzare che tra gli scopi del viaggio vi fosse anzitutto quello di approfondire gli studi indianistici, iniziati a Torino con Giovanni Flechia e Pasquale D'Ercole."

### L'insegnamento
Martinetti insegnò dapprima filosofia nei licei di Avellino (1899-1900), Correggio (1900-1901), Vigevano (1901-1902), Ivrea (1903-1904) e, ultimo, al Liceo Alfieri di Torino (1904-1905).
Nel 1904 pubblicò la monumentale Introduzione alla metafisica. I Teoria della conoscenza, che, dopo il conseguimento nel 1905 della libera docenza in Filosofia teoretica all'Università di Torino,  gli consentì di vincere il concorso per la cattedra di filosofia teoretica e morale dell'Accademia scientifico-letteraria di Milano (che nel 1923 diventò Regia Università degli Studî), nella quale insegnò dal novembre del 1906 al novembre del 1931.
Nel 1915 divenne socio corrispondente della classe di Scienze morali dell'Istituto lombardo di scienze e lettere, fondato nel 1797 da Napoleone sul modello dell'Institut de France.

### Il rifiuto del conflitto politico e la critica della guerra
Martinetti fu una singolare figura di intellettuale indipendente, estraneo alla tradizione cattolica come ai contrasti politici che viziarono il suo tempo; Egli non aderì né al Manifesto degli intellettuali fascisti di Gentile né al Manifesto degli intellettuali antifascisti di Croce. Fu uno dei rari intellettuali che criticarono la prima guerra mondiale; scrisse infatti che la guerra è 
 Nel 1923, in seguito a quelle che qualificò come "circostanze pesantissime" (la marcia su Roma e la successiva nomina di Mussolini a presidente del Consiglio il 31 ottobre 1922), rifiutò la nomina a socio corrispondente della Reale Accademia Nazionale dei Lincei.

### LaSocietà di studi filosofici e religiosi
Mentre nelle sue lezioni universitarie sviluppava un sistema di filosofia della religione, il 15 gennaio 1920, Martinetti promosse a Milano la nascita della Società di studi filosofici e religiosi, formata da un gruppo di amici in "piena e perfetta indipendenza da ogni vincolo dogmatico", a cui parteciparono autorevoli intellettuali del panorama filosofico e intellettuale italiano dell'epoca. Le prime conferenze furono tenute da Antonio Banfi e da Luigi Fossati, oltre che, naturalmente, da Martinetti, le cui tre relazioni, riunite sotto il titolo comune di Il compito della filosofia nell'ora presente, segnarono la sua rottura con Giovanni Gentile.
In seguito ad una denuncia per «vilipendio della eucaristia», presentata da un certo Ricci al rettore Luigi Mangiagalli il 2 febbraio 1926, dovette scrivere un memoriale in difesa dei propri corsi sulla filosofia della religione.

### Il Congresso Nazionale di Filosofia del 1926
Nel marzo 1926, incaricato dalla "Società Filosofica Italiana", organizzò e presiedette il "VI° Congresso Nazionale di Filosofia".
L'evento fu sospeso dopo solo due giorni dal rettore Luigi Mangiagalli a causa della presenza di agitatori politici fascisti e cattolici, e quindi, chiuso d'imperio dal Questore. Da un lato incise l'opposizione di P. Agostino Gemelli, fondatore e rettore dell'Università Cattolica, che faceva parte del Comitato organizzatore (quale rappresentante dell'Università Cattolica), ma che, per scelta di Martinetti, non era tra i relatori; dall'altro, la partecipazione fortemente voluta da Martinetti, di Ernesto Buonaiuti, scomunicato "expresse vitandus" (espressamente da evitarsi) dal Sant'Uffizio, che dette ai filosofi cattolici neoscolastici la scusa per ritirarsi dal congresso.
Come scrive Pier Giorgio Zunino:
Il 31 marzo 1926 Martinetti firma con Cesare Goretti (segretario del Congresso) una lettera di protesta al rettore Mangiagalli:
Il Congresso della Società filosofica italiana riunito in Milano:
avuta comunicazione che è stato rivolto alla Presidenza un invito superiore a chiudere i lavori del Congresso.
Protesta in nome della libertà degli studi e della tradizione italiana contro un atto di violenza che impedisce l'esercizio della discussione filosofica ed invano pretende di vincolare la vita del pensiero.»

### LaRivista di filosofia
A partire dal 1927 Martinetti fu il direttore della Rivista di filosofia, ma per prudenza il suo nome non vi comparve mai come tale.. Tra i collaboratori della rivista vi furono: Ennio Carando, Maria Venturini, Norberto Bobbio, Ludovico Geymonat, Luigi Fossati (che ufficialmente ne era il direttore responsabile), Gioele Solari, Alessandro Levi, Giulio Grasselli, Cesare Goretti.

### Il rifiuto del giuramento di fedeltà al Fascismo
Nel dicembre 1931, quando il ministro dell'educazione nazionale Balbino Giuliano impose ai professori universitari il Giuramento di fedeltà al Fascismo, Martinetti fu uno dei pochi a rifiutare fin dal primo momento:
13 dicembre 1931
Eccellenza!
Ieri sono stato chiamato dal Rettore di questa Università che mi ha comunicato le Sue cortesi parole, e vi ha aggiunto, con squisita gentilezza, le considerazioni più persuasive. Sono addolorato di non poter rispondere con un atto di obbedienza. Per prestare il giuramento richiesto dovrei tenere in nessun conto o la lealtà del giuramento o le mie convinzioni morali più profonde: due cose per me egualmente sacre. Ho prestato il giuramento richiesto quattro anni or sono, perché esso vincolava solo la mia condotta di funzionario: non posso prestare quello che oggi mi si chiede, perché esso vincolerebbe e lederebbe la mia coscienza.
Ho sempre diretta la mia attività filosofica secondo le esigenze della mia coscienza, e non ho mai preso in considerazione, neppure per un momento, la possibilità di subordinare queste esigenze a direttive di qualsivoglia altro genere. Così ho sempre insegnato che la sola luce, la sola direzione ed anche il solo conforto che l'uomo può avere nella vita è la propria coscienza; e che il subordinarla a qualsiasi altra considerazione, per quanto elevata essa sia, è un sacrilegio. Ora col giuramento che mi è richiesto io verrei a smentire queste mie convinzioni ed a smentire con esse tutta la mia vita; l'E.V. riconoscerà che questo non è possibile.
Con questo non intendo affatto declinare qualunque eventuale conseguenza della mia decisione: soltanto sono lieto che l'E.V. mi abbia dato la possibilità di mettere in chiaro che essa procede non da una disposizione ribelle e proterva, ma dalla impossibilità morale di andare contro ai principî che hanno retto tutta la mia vita.
Dell'E.V. dev.mo
Dr. Piero Martinetti
In una lettera a Guido Cagnola del 21 dicembre 1931 Martinetti scrive:
E in un'altra lettera ad Adelchi Baratono del 27 dicembre 1931:
Come scrive al proposito Fabio Minazzi:
Scrive in proposito Amedeo Vigorelli:

### Il ritiro
In seguito a questo suo rifiuto, Martinetti venne messo in pensione d'autorità, e dal 1932 fino alla morte si dedicò unicamente agli studi personali di filosofia, ritirandosi nella villa di Spineto, frazione di Castellamonte, vicino al suo paese di nascita. In questo lasso di tempo tradusse i suoi classici preferiti (Kant, Schopenhauer), studiò approfonditamente Spinoza e ultimò la trilogia (iniziata con la Introduzione alla metafisica e continuata nel 1928 con La libertà) scrivendo Gesù Cristo e il Cristianesimo (1934); Il Vangelo è del 1936; Ragione e fede venne completato nel 1942. Martinetti propose come suoi successori Adelchi Baratono per l'insegnamento della filosofia e Antonio Banfi per l'insegnamento della Storia della Filosofia all'Università degli Studi di Milano.

### L'antifascismo di Martinetti
Lontano da ogni forma di impegno politico e critico severo sia nei confronti del socialismo marxista che delle degenerazioni del parlamentarismo, Martinetti, a partire dal 1925, prese ad annotare minuziosamente sul suo diario gli episodi di corruzione e di violenza in cui erano coinvolti esponenti fascisti. Così ad esempio il 28 marzo 1928, a fronte di una serie di scandali annotava "è dunque l'associaz[ione] dei malviventi d'Italia!". Nel 1934 scriveva: "Come persuadersi che uno stato senza leggi, senza traccia di onestà pubblica, sostenuto soltanto dal terrore che desta nel popolo inerme un'organizzazione di ribaldi messa al servizio del despota, odiata da tutte le rette coscienze, disprezzata dagli intelligenti possa resistere, senza condurre il popolo che lo soffre all'estrema rovina?" Martinetti si scagliava nei suoi appunti contro il dispotismo che accomunava socialismo marxista e fascismo: "Tutto deve servire alla propaganda e alla educazione di stato. Non vi è più libertà di pensiero, non vi è più pensiero" (1937).
A questo proposito Amedeo Vigorelli evidenzia

### L'arresto e il carcere
Martinetti fu arrestato in casa di Gioele Solari, dov'era ospite, in seguito a una delazione fatta da Pitigrilli (Dino Segre), agente dell'OVRA (delazione che avrebbe poi portato all'arresto e alla condanna al confino di Franco Antonicelli, Giulio Einaudi, Vittorio Foa, Michele Giua, Carlo Levi, Massimo Mila, Augusto Monti, Cesare Pavese, Carlo Zini e di due studenti, Vindice Cavallera e Alfredo Perelli, e all'ammonizione di Norberto Bobbio), e dal 15 al 20 maggio 1935 fu incarcerato a Torino per sospetta connivenza con gli attivisti antifascisti di Giustizia e Libertà, benché fosse del tutto estraneo alla congiura antifascista degli intellettuali che facevano riferimento alla casa editrice Einaudi. Al momento dell'arresto, a detta della signora Solari, Martinetti disse una frase che aveva già sentito pronunciargli più volte: "Io sono un cittadino europeo, nato per combinazione in Italia"..

### La morte
Il suo declino fisico cominciò nel settembre 1941, in seguito a una trombosi che menomò le sue capacità mentali, consecutiva ad una caduta accidentale da un pero nella tenuta di Spineto. Alla fine del 1942 subì una prima operazione alla prostata. "L'11 gennaio 1943 la sorella Teresa scriveva a Cagnola: "Il Professore è da oltre un mese degente in quest'ospedale, ove venne d'urgenza trasportato ed operato in seguito ad intossicamento urico grave. L'intervento chirurgico avviene in questo caso in due tempi: operazione preliminare alla vescica, per ovviare immediatamente alla causa diretta dell'intossicamento, e susseguente operazione alla prostata che ne è la causa originale. La prima operazione già venne effettuata e con buon esito, e l'operatore non attende che il tempo opportuno per procedere alla seconda.". Martinetti fu ricoverato all'ospedale Molinette di Torino, sfollato a Cuorgnè, dove morì il 23 marzo 1943, dopo aver disposto che nessun prete intervenisse con alcun segno sul suo corpo.

### Il funerale e la cremazione
Nonostante "l'invito del parroco di Spineto di non dare onore alla salma dell'eretico, ateo e scandaloso anche nella morte perché aveva disposto di essere cremato", una decina di persone seguirono l'autofurgone che portò il corpo di Martinetti alla stazione, da dove partì in treno per Torino, per la cremazione.

### L'eredità intellettuale
In prossimità della morte Martinetti lascia la sua biblioteca privata in legato a Nina Ruffini (nipote di Francesco Ruffini), Gioele Solari e Cesare Goretti. La Biblioteca verrà poi conferita dai rispettivi eredi nel 1955 alla "Fondazione Piero Martinetti per gli studi di storia filosofica e religiosa" di Torino; oggi è posta nel palazzo del Rettorato dell'Università di Torino, presso la Biblioteca della Facoltà di Lettere e Filosofia.
La sua casa di Spineto è attualmente sede della "Fondazione Casa e Archivio Piero Martinetti", che intende promuovere la diffusione del suo pensiero e della sua opera a livello internazionale.

## Filosofia
La filosofia di Martinetti è un'interpretazione originale dell'idealismo post-kantiano, nella linea dell'idealismo razionalistico trascendente che va da Platone a Kant, nel senso di un dualismo panteista trascendente, un'interpretazione che lo avvicina a quel post-kantiano atipico che fu Africano Spir (1837-1890), il quale (ancor più di Kant, Schopenhauer o Spinoza) fu il filosofo preferito di Martinetti, quello a cui fu più particolarmente legato, sul quale scrisse molti studi e un denso saggio monografico steso verso il 1908-1912 (rimasto inedito e pubblicato postumo nel 1990) e al quale fece consacrare il terzo numero del 1937 della Rivista di filosofia, filosofo che fu come lui profondamente inattuale..
Come scrive Emilio Agazzi:
Scrive al proposito Franco Alessio:
Come scrive Amedeo Vigorelli:

Si può così dire che in Martinetti: 
Della filosofia di Spir, Martinetti mantenne sostanzialmente inalterata la morale, di derivazione kantiana, aveva d'altronde dichiarato che dopo Kant «nessun filosofo serio può non essere, in etica, "kantiano"».
Nel volume Filosofi dell'esistenza e della libertà, il pensatore cattolico Augusto Del Noce, la cui Weltanschauung si situa peraltro agli antipodi di quella martinettiana, ha enfatizzato l'anticlericalismo come presunta matrice del percorso ideale di Martinetti, aggiungendo che questi, il quale diffidava da ogni tentativo di "organizzare" in un sistema o in un codice simbolico la riflessione sulla condizione umana, giunse perciò a rigettare, oltre al cattolicesimo, sia il marxismo che la Massoneria.

## La riflessione religiosa
L'antologia Il Vangelo - scrive Martinetti - 
Il risultato di questo ordinamento logico è l'espunzione - in quanto elaborazione teologica successiva ai lòghia di Gesù o ancora propria all'ebraismo da cui Gesù stesso non è immune - del Vangelo di Giovanni, degli Atti degli Apostoli, delle Lettere (anche le Lettere di Paolo) e dell'Apocalisse.

Gesù di Nazaret, e non di Betlemme, è un profeta ebraico, l'ultimo e il più grande dei profeti. Non quindi Figlio di Dio, né resuscitato in senso fisico dalla morte, né apparso in modo oggettivo ai suoi, Gesù in quanto Messia annuncia un regno messianico a cui succederebbe escatologicamente il regno dei cieli, quello di Dio. Tuttavia non chiarendo tale avvento escatologico, di fatto Gesù è soprattutto un maestro di dottrina morale che esorta a rinunciare al mondo per unirsi spiritualmente e interiormente a Dio, il bene supremo, amando il prossimo.
Per Martinetti bisogna aspirare ad una "Chiesa invisibile", in cui si possano compendiare i valori moralmente più elevati di tutte le culture religiose, dando vita così ad una società universale fraternamente unita, egli scrive:
Gesù Cristo e il Cristianesimo fu messo sotto sequestro dalla Prefettura non appena stampato (1934), come Martinetti scrive a Guido Cagnola:
Nell'opera accusa il cristianesimo di essere diventato una religione dogmatica, oppressiva e antispirituale.
Con decreto del 3 dicembre 1937 Gesù Cristo e il Cristianesimo, Il Vangelo e Ragione e fede furono messi all'Indice dei libri proibiti della Chiesa cattolica.
La rinascita del pensiero filosofico-religioso martinettiano scaturisce alla fine degli anni novanta del secolo scorso in virtù della rinnovata proposta ermeneutica del filosofo Alessandro Di Chiara che cura l'inedito L'Amore, Il Vangelo (Genova 1998) e Pietà verso gli animali (Genova 1999); in particolare l'interpretazione elaborata da Di Chiara mette in luce gli aspetti gnostici della filosofia della religione martinettiana per poi proporne una rilettura in chiave kantiana anche attraverso un confronto con alcune sette separatiste vicine alla tradizione spirituale dei quaccheri.

## La nonviolenza
L'aspirazione a un superamento della violenza nella natura e nell'umanità, pur nella consapevolezza dell'impossibilità di un suo compimento (se non in una prospettiva escatologica, rispetto alla quale non vi sarebbe alcuna certezza), è un elemento importante del pensiero di Martinetti. Lo dimostrano, ad esempio, le centinaia di pagine che, in Gesù Cristo e il Cristianesimo, incrociano e valorizzano il pacifismo cristiano dalle origini al tolstojsmo e ad Albert Schweitzer, così come lo dimostra il suo interesse per l'opera del pastore riformato e teologo francese Wilfred Monod (1867-1943), cristiano con propensioni "neo-catare e fondatore di quella "Fraternité spirituelle des Veilleurs" che ancor oggi pratica una disciplina quotidiana incentrata sulle Beatitudini. Ma in lui era sempre presente un senso pratico, che nasceva dal disincanto rispetto alla realtà naturale e alle contingenze storiche: quando nel 1938 Aldo Capitini gli fece visita, a proposito della nonviolenza Martinetti gli disse: "Forse se discutessi con lei mi convincerei, ma ora come ora le assicuro che se mi fosse detto che con l'uccisione di diecimila persone si estirperebbe il male che c'è in Europa, firmerei la sentenza senza esitazione.".

## La riflessione sugli animali
Negli scritti La psiche degli animali e Pietà verso gli animali, Martinetti sostiene che gli animali, così come gli esseri umani, possiedono intelletto e coscienza, quindi l'etica non deve limitarsi alla regolazione dei rapporti infraumani, ma deve estendersi a ricercare il benessere e la felicità anche per tutte quelle forme di vita senzienti (cioè provviste di un sistema nervoso) che come l'uomo sono in grado di provare gioia e dolore:
Martinetti cita le prove di intelligenza che sanno dare animali come cani e cavalli, ma anche la stupefacente capacità organizzativa delle formiche e di altri piccoli insetti, che l'uomo ha il dovere di rispettare, prestando attenzione a non distruggere ciò che la natura costruisce.
Nel proprio testamento Martinetti dispose che una somma significativa fosse versata alla Società Protettrice degli Animali; egli personalmente nutriva per gli animali una profonda pietà e tale sentimento lo aveva persuaso a darsi al vegetarismo, una scelta che assumeva per lui quasi il carattere di un valore religioso.
Scrive al proposito Amedeo Vigorelli:

## La scelta della cremazione
Martinetti fu un fautore della cremazione e una testimonianza "ci dice come Martinetti portasse sempre con sé, in una busta, le ceneri di sua madre." Secondo Paviolo, "Per i Martinetti la cremazione era una specie di tradizione familiare e la cosa appare strana in quei tempi nei quali, specie nei piccoli centri era pressoché ignota a tutti, e oggetto di scandalo per il gran rumore che, in questi casi, ne facevano i parroci." Non è però da escludere, nel caso preciso di Piero Martinetti, che questa scelta, come quella del vegetarianesimo, avesse anche una relazione con il suo interesse per la filosofia indiana, e dunque un valore filosofico e religioso. I suoi resti sono tumulati nel cimitero di Castellamonte in provincia di Torino.

## Opere
Una "Bibliografia martinettiana" a cura di C. Ferronato si trova nel fascicolo speciale della Rivista di Filosofia a cura di Pietro Rossi: Piero Martinetti nel cinquantenario della morte, 1993, LXXXIV, pp. 521–554.
Dopo questa data, di Martinetti sono stati pubblicati:
- Il sistema Sankhya: Studio sulla filosofia indiana, Lattes, Torino, 1897.
- Ragione e fede, a cura di Italo Sciuto, Gallone, Milano, 1997; a cura di Luca Natali, Morcelliana, Brescia, 2016.
- Il Vangelo, a cura di Alessandro Di Chiara, il nuovo melangolo, Genova, 1998.
- L'amore, a cura di Alessandro Di Chiara, Il nuovo melangolo, Genova, 1998.
- Pietà verso gli animali, a cura di Alessandro Di Chiara, Il nuovo melangolo, Genova, 1999.
- La religione di Spinoza. Quattro saggi, a cura di Amedeo Vigorelli, Ghibli, Milano, 2002.
- La libertà (1928), Aragno, Torino, 2004, ISBN 978-88-841-9197-7; Introduzione di Sergio Givone, Venezia, Palingenia, 2025.
- Schopenhauer, a cura di Mirko Fontemaggi, Il nuovo Melangolo, Genova, 2005.
- Breviario spirituale, a cura di Anacleto Verrecchia, UTET, Torino, 2006.
- L'educazione della volontà, a cura di Domenico Dario Curtotti, Edizioni clandestine, Marina di Massa, 2006
- Sulla teoria della conoscenza in Kant, a cura di Luca Natali, Franco Angeli, Milano, 2008
- Pier Giorgio Zunino (a cura di), Piero Martinetti, Lettere (1919-1942), Firenze, Olschki, 2011, ISBN 9788822260666.[71]
- Gesù Cristo e il Cristianesimo, prefazione di Massimo Cacciari, Castelvecchi, Roma, 2013; edizione critica a cura di Luca Natali, introduzione di Giovanni Filoramo, Morcelliana, Brescia, 2014.
- Il Vangelo: un'interpretazione, Castelvecchi, Roma, 2013
- Baruch Spinoza, Etica, esposizione e commento di Piero Martinetti, Castelvecchi, Roma, 2014.
- Il numero, introduzione di Niccolò Argentieri, Castelvecchi, Roma, 2015.
- Le carte di Piero Martinetti, a cura di Luca Natali, Firenze, Olschki, 2018, ISBN 978-88-222-6568-5.
- Scritti su Spinoza, a cura di Francesco Saverio Festa, Castelvecchi, Roma, 2020.

## Riconoscimenti
- Nella seduta del Senato Accademico dell’Università degli Studi di Milano del 19 settembre 2017, è stata approvata ufficialmente la decisione del Dipartimento di Filosofia di intitolarsi alla figura di Piero Martinetti[72].
- La città di Roma gli ha intitolato una piazza il 27 gennaio 2018, nel Giorno della Memoria[73].
- A Milano Piero Martinetti figura "tra i nuovi Giusti che saranno onorati al Monte Stella dal 2020" nel Giardino dei Giusti di tutto il mondo[74][75].